# The Statler Brothers
The Statler Brothers (o simplemente The Statlers) fue un grupo estadounidense de gospel y uno de los grupos vocales más importantes en la historia de la música country. Tuvo origen en Staunton, Virginia, en 1955 de la mano de Lew DeWitt, Harold Reid, Phil Balsley y Joe McDorman, este último sería reemplazado por Don Reid.

## Historia
El grupo fundado en 1955, en sus principios, tocaba el Evangelio en las iglesias locales. Joe McDorman fue reemplazado por el hermano de Harold, Don Reid. El nombre original del grupo era The Kingsmen, pero en 1963, cuando tuvo éxito  la canción "Louie Louie" del grupo también llamado The Kingsmen, decidieron cambiar el nombre por el de The Statler Brothers'. A pesar del nombre, sólo dos de los miembros del grupo (Harold Reid y Don) eran hermanos y nadie llevaba ese apellido. En realidad, el nombre "Statler" pertenecía a una marca de pañuelos tissue que se encontraba en una mesa de la habitación de un hotel. Sobre esta anécdota, bromearon que "podrían haber resultado ser los Kleenex Brothers", haciendo referencia famosa marca de productos higiénicos.
El grupo estaba confirmado por Don Reid como el cantante principal, Harold Reid cantó el bajo, Phil Balsley cantó el barítono y Lew DeWitt cantó el tenor y fue el guitarrista del grupo hasta 1982, donde sería reemplazado por Jimmy Fortune.
El grupo permaneció en su carrera estrechamente ligado a sus raíces evangélicas, incluso Harold dijo: "Tomamos armonías evangélicas y las pusimos encima de la música country". El grupo también escribió canciones en honor a Johnny Cash, quien fue una de las personas que le dio fama a los Statler.

### Carrera
El grupo comenzó su carrera en 1955 cantando en iglesias locales de Staunton. En 1964, el cuarteto fue reclutado como respaldo vocal por hasta ese entonces la estrella del country Johnny Cash. Quedó tan impresionado que los llevó de gira con él. Luego de su éxito como vocalistas de respaldo, Cash prometió ayudarlos a encontrar un contrato de grabación. El llevó a los Statlers a su sello en ese momento, Columbia Records, con quien firmaron en 1964. Aparecieron regularmente en el exitoso programa de Cash The Johnny Cash Show por American Broadcasting Company. Luego de un par de sencillos sin mucho éxito, en 1966 los Statlers lanzaron su primer gran éxito, "Flowers on whe Wall". Compuesto por Lew DeWitt, alcanzó el #2 en Billboard Hot Country Singles & Tracks y #4 en Billboard Hot 100. Los Statler volvieron a grabar la canción en 1975 para su álbum de grandes éxitos de Mercury Records, con quien firmaron en 1969. Un año después, lanzaron su primer éxito con Mercury, "Bed of Roses", compuesta por Harold Reid, consiguiendo otra vez un Top 10. Alcanzó el #9 en Billboard Hot Country Singles & Tracks, el #58 en Billboard Hot 100 y el #51 en Singles Australia.  
Los Statlers siempre fueron Top 40 en la primera mitad de la década de 1970 gracias a una serie de sencillos como "Do You Remember These" y "Class of '57" (1972), "Carry Me Back" (1973) y "Whatever Happened To Randolph Scott" (1974). La sentimental "I' ll Go To My Grave Loving You" fue Top 5 en 1975 y fue incluida en las mejores compilaciones de los Statlers.
En la década de 1980 los Statler eran furor en la red TNN Nashville, donde se pasaban regularmente sus proyectos. Entre 1991 y 1998 tuvieron su propio programa de televisión, The Statler Brothers Show, un programa semanal de espectáculo transmitido los sábados a la noche también por TNN Nashville. El programa fue histórico, ya que se convirtió en el de más audiencia de la historia del canal. 
En el año 1982, el tenor y guitarrista del grupo, Lew DeWitt, abandonó el grupo debido a problemas de la enfermedad de Crohn que sufría desde la adolescencia. Fue reemplazado de manera permanente por Jimmy Fortune en 1983. DeWitt reapareció como solista entre 1985 y 1986 después de una temporal mejora de su salud. Sin embargo, volvió a recaer y está vez fue fatal. Lew DeWitt murió el 15 de agosto de 1990 a causa de la enfermedad de Crohn y otras complicaciones cardíacas.
En total ganaron cuatro veces el #1 en listas Billboard. Con "Do You Know You Are My Sunshine?" en 1978; "Elizabeth en 1984 y en 1985, "My Only Love" y "Too Much on My Heart".

## Retiro
El grupo se disolvió después de una gira de despedida el 26 de octubre de 2002 en el centro cívico de Salem. 
Después de alejarse de los escenarios, Harold Reid, Don Reid y Phil Balsley residen una localidad en las afueras de Staunton, Virginia, mientras que Fortune viajó a Nashville para seguir su carrera como solista. Los hermanos Reid han llevado una doble carrera siendo autores o coautores de siete libros sobre su experiencia como Statler. 
Hasta el momento, The Statler Broters ha sido el grupo más premiado de la música country.
Harold Reid falleció el 24 de abril de 2020 a causa de una insuficiencia renal. Tenía 80 años.